# Suchart Chaovisith

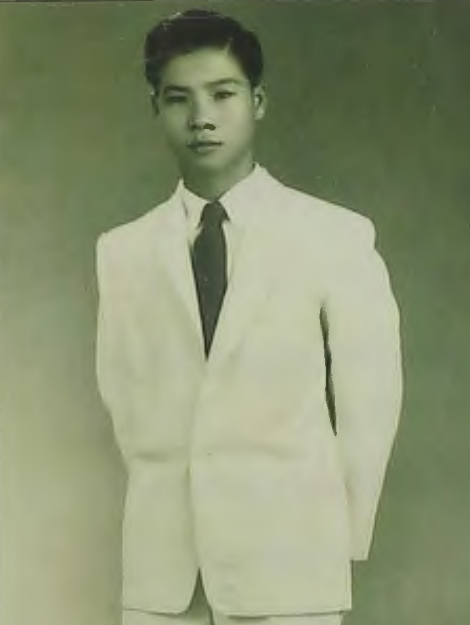
Suchart Chaovisith (1957)

Suchart Chaovisith (Thai: สุชาติ เชาว์วิศิษฐ; * 1940 in Chiang Mai; † 22. Oktober 2009 in Bangkok) war ein thailändischer Politiker.

## Biografie
Suchart begann seine berufliche Laufbahn 1966 zunächst als Verwaltungsbeamter in der Finanzabteilung der Armee Thailands, ehe er 1972 Mitarbeiter im Finanzministerium wurde. In den folgenden Jahrzehnten war er in zahlreichen Schlüsselpositionen innerhalb des Ministeriums tätig und wurde 1993 Stellvertretender Ständiger Sekretär des Ministeriums. Zuletzt war er zwischen 1997 und 2001 als Generaldirektor der Abteilung für Steuern innerhalb des öffentlichen Dienstes tätig.
Seine politische Laufbahn begann er anschließend, als er als Vertreter der mittlerweile verbotenen Partei Thai Rak Thai von Premierminister Thaksin Shinawatra zum Mitglied des Abgeordnetenhauses (Saphaputhan Ratsadon) gewählt wurde. Thaksin berief ihn nach der Wahl von Februar 2001 zunächst zum stellvertretenden Finanzminister.
2003 wurde er dann selbst Finanzminister und im Rahmen einer weiteren Kabinettsumbildung 2004 für einige Zeit Stellvertretender Premierminister Thailands.